# Décharge à barrière diélectrique
Pour les articles homonymes, voir DBD.

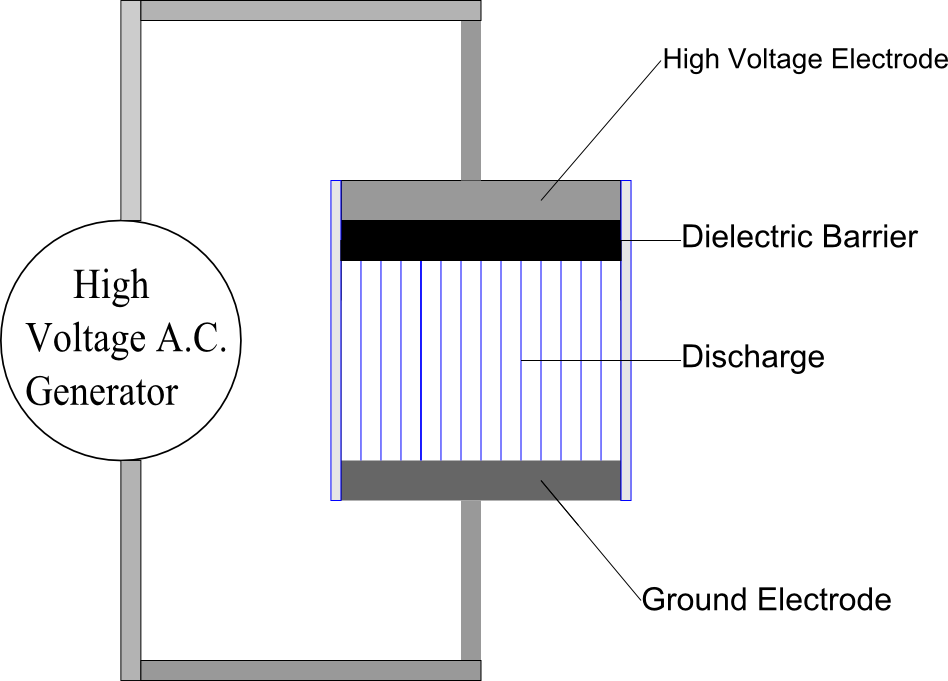
un appareil DBD montrant le générateur de courant alternatif haute tension, l'enceinte en verre, la connexion HT, la connexion à la terre, la couche diélectrique et la décharge par gaz

La décharge à barrière diélectrique (aussi connue sous le nom de décharge contrôlée par barrière diélectrique, DBD, ou décharge silencieuse) est une décharge électrique créée entre deux électrodes séparées par un matériau diélectrique. De manière générale, la décharge est créée à l'aide d'un courant alternatif appliqué aux bornes des électrodes. 

## Caractéristiques des montages
Un montage expérimental très commun pour la création d'une DBD est formé de deux électrodes (empilées dans comme un condensateur ou en cercles concentriques) qui sont protégées par un matériau diélectrique. La source de tension est alternative lorsqu'on utilise des matériaux diélectriques, mais l'utilisation de l'arséniure de gallium (un matériau semi-conducteur) permet d'utiliser des sources de tension en courant continu entre 580 et 740 volts. Les fréquences d'utilisation sont intimement liées au type de gaz vecteur utilisé. La distance inter-électrodes, la pression et la tension maximale appliquée sont des facteurs déterminants pour la DBD et sont différents pour chaque combinaison. Les DBD peuvent être produites pour des fréquences allant des radio-fréquences jusqu'à de très basses fréquences (de l'ordre du kHz).

## Principe d'action
La DBD peut instinctivement être vue comme un condensateur avec diélectriques. Normalement dans un condensateur, si l'on applique une trop grande différence de potentiel, on peut atteindre la tension de claquage. Lorsqu'on atteint cette tension entre deux électrodes simples, un arc électrique se crée entre elles. Cet arc est dû à une concentration de charges localisées en un endroit de la surface d'une électrode, d'une manière analogue à la formation d'orage. Comme dans la plupart des cas en laboratoire des tensions alternatives sont utilisées, l'éclair se répète des milliers de fois au même endroit puisque les charges ont été concentrées lors de la première décharge. Un canal de décharge serait alors formé et le plasma se situerait principalement près de l'éclair.
Pour éviter le passage à l'arc, on place des diélectriques sur les (ou une) électrodes ou entre les électrodes. L'effet des diélectriques est de répartir les charges accumulées uniformément sur leur surface. De plus, en accumulant les charges à leurs surfaces, le diélectrique aide à créer un champ électrique inverse au champ électrique appliqué aux bornes des électrodes. Cette dernière propriété cause un arrêt de la décharge avant le passage à l'arc à la tension prévue par la loi de Paschen. Au lieu d'avoir une décharge très énergétique et localisée, on aura une décharge stable et répartie sur la surface totale des électrodes cachées par les diélectriques.
La grande quantité d'électrons énergétiques demeure toujours problématique à ce stade-ci. Ces électrons provoqueront un autre type de phénomène énergétique : c'est alors une DBD en régime filamentaire. Pour éviter les filaments, on utilise le mélange Penning (qui cause un autre processus collisionnel, soit l'ionisation de Penning).